# Lilla Sjögetorp
Lilla Sjögetorp, var ett slott i Västra Vingåkers socken, Vingåkers kommun.

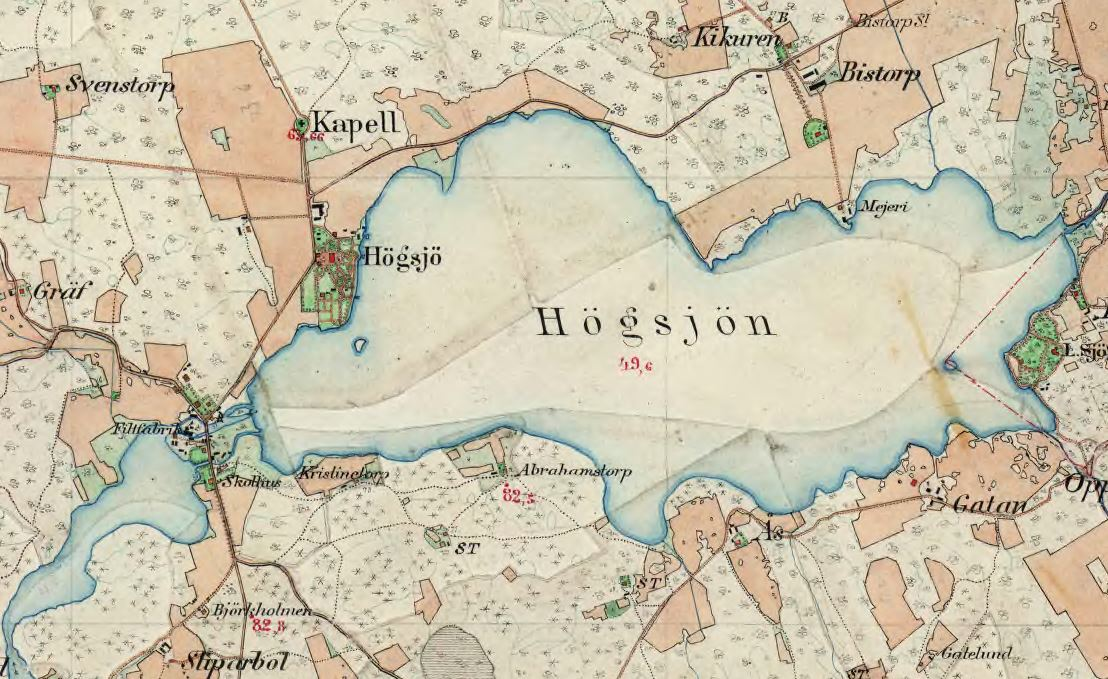
Högsjögård omkring år 1900. Lilla Sjögetorp i höger kant.

Lilla Sjögetorp uppfördes av Märta von Aken. Hon var dotter till godsägaren Frans Ulrik von Aken på Högsjögård. Efter faderns död 1863 löstes hon ut från Högsjö av sin svåger Axel von Mecklenburg. Märta bodde först med modern i Stockholm fram till hennes död 1889. Hon köpte först Mörby gård i Närke, men saknade sina hemtrakter i Södermanland, och köpte egendomen Lilla Sjögetorp på andra sidan Högsjön, och flyttade 1895 in i en villa hon låtit uppföra vid stranden. Samtidigt påbörjades uppförandet av slottet, som stod färdigt för inflyttning 1897. Arkitekt var Bror Almquist, och Lilla Sjögetorp uppfördes i historiserande fransk  renässansstil med ett högt torn och halvmetertjocka stenväggar. Förutom källaren innehöll slottet ett 20-tal rum. Taket kläddes med kopparplåt. Slottet var samtidigt modernt utrustat med centralvärme och vattenklosett. Vid inflyttningen hade Märta von Aken omkring 15 anställda vid slottet, men antalet minskades efterhand. Märta von Aken avled 16 augusti 1935 efter att några veckor tidigare drabbats av ett slaganfall. Lilla Sjögetorp ärvdes av syskonbarnen von Mecklenburg, som inte hade någon användning för slottet, som kom att stå öde. Under andra världskriget flyttades de flesta inventarier ut och Lilla Sjögetorp hyrdes av Nationalmuseum för att kunna användas vid evakuering av konst i samband med ett eventuellt krigsutbrott. Lilla Sjögetorp kom dock aldrig att behöva användas. I stället fortsatte slottet att stå öde. Vandaler bröt sig in i slottet, och det fick allt mer förfalla. I början av 1960-talet hyrdes det ut till en intressent med planer att rusta upp slottet, men det föll på de stora kostnader som var förknippade med projektet. Våren 1975 brändes slottet avsiktligt ned, varpå grävmaskiner slog ned de kvarstående murarna. Idag finns endast ruiner kvar efter byggnaderna på platsen.